# Ann Noë
Ann Noë est une joueuse et entraîneur de football belge née le 13 avril 1959 à Louvain, en Belgique. 

## Biographie
Elle débute chez les jeunes au Sparta Wilsele. En 1976, elle est transférée au FC Lady's Scherpenheuvel, club dans lequel elle joue cinq ans. En 1981, elle part au Standard Fémina de Liège. Elle y joue dix ans et y remporte six titres de championne de Belgique, trois Coupes de Belgique et deux Supercoupe de Belgique. En 1991, elle est transférée au KFC Rapide Wezemaal, elle gagne une Coupe de Belgique.
Elle a été aussi internationale belge à cinquante-neuf reprises.
Entre 1999 et 2011, elle a coaché l'équipe nationale belge féminine.

## Palmarès
- Championnat de Belgique (6) : 1982 - 1984 - 1985 - 1986 - 1990 - 1991
- Vainqueur de la Coupe de Belgique (4) : 1986 - 1989 - 1990 - 1993
- Vainqueur de la Supercoupe de Belgique (2) : 1986 - 1989

### Bilan
- 12 titres